# Ankylopteryx (Sencera) exquisita
Ankylopteryx (Sencera) exquisita is een insect uit de familie van de gaasvliegen (Chrysopidae), die tot de orde netvleugeligen (Neuroptera) behoort. 
Ankylopteryx (Sencera) exquisita is voor het eerst wetenschappelijk beschreven door Nakahara in 1955.